# Nazareno (Salta)
Nazareno ist ein Dorf im Departamento Santa Victoria im äußersten Nordwesten der Provinz Salta in Argentinien auf einer Höhe von 3180 m. Das Dorf hat etwa 780 Einwohner und lebt von Landwirtschaft und Viehzucht. Nazareno ist Hauptsitz der gleichnamigen Gemeinde Nazareno.

## Verkehr
Der Weg nach Nazareno führt von La Quiaca aus über die Ruta Provincial 67, danach über die Ruta Provincial 69 und ab dem Gebirgspass Abra del Cóndor über die Ruta Provincial 145-S. Die Strecke führt über den Gebirgspass Abra Fundición bis auf eine Höhe von 4720 m.

## Veranstaltungen
Das Fest der Patronin des Ortes, der Virgen de Guadalupe, wird am 8. September und am 8. Dezember gefeiert.